# یوهان پارتس
یوهان پارتس (انگلیسی: Juhan Parts؛ زادهٔ ۲۷ اوت ۱۹۶۶) سیاست‌مدار اهل استونی است.
وی از آوریل ۲۰۰۳ تا آوریل ۲۰۰۵ نخست‌وزیر استونی و از آوریل ۲۰۰۷ تا مارس ۲۰۱۴ وزیر امور اقتصادی و ارتباطات این کشور بوده است.